# 市政厅广场 (图卢兹)

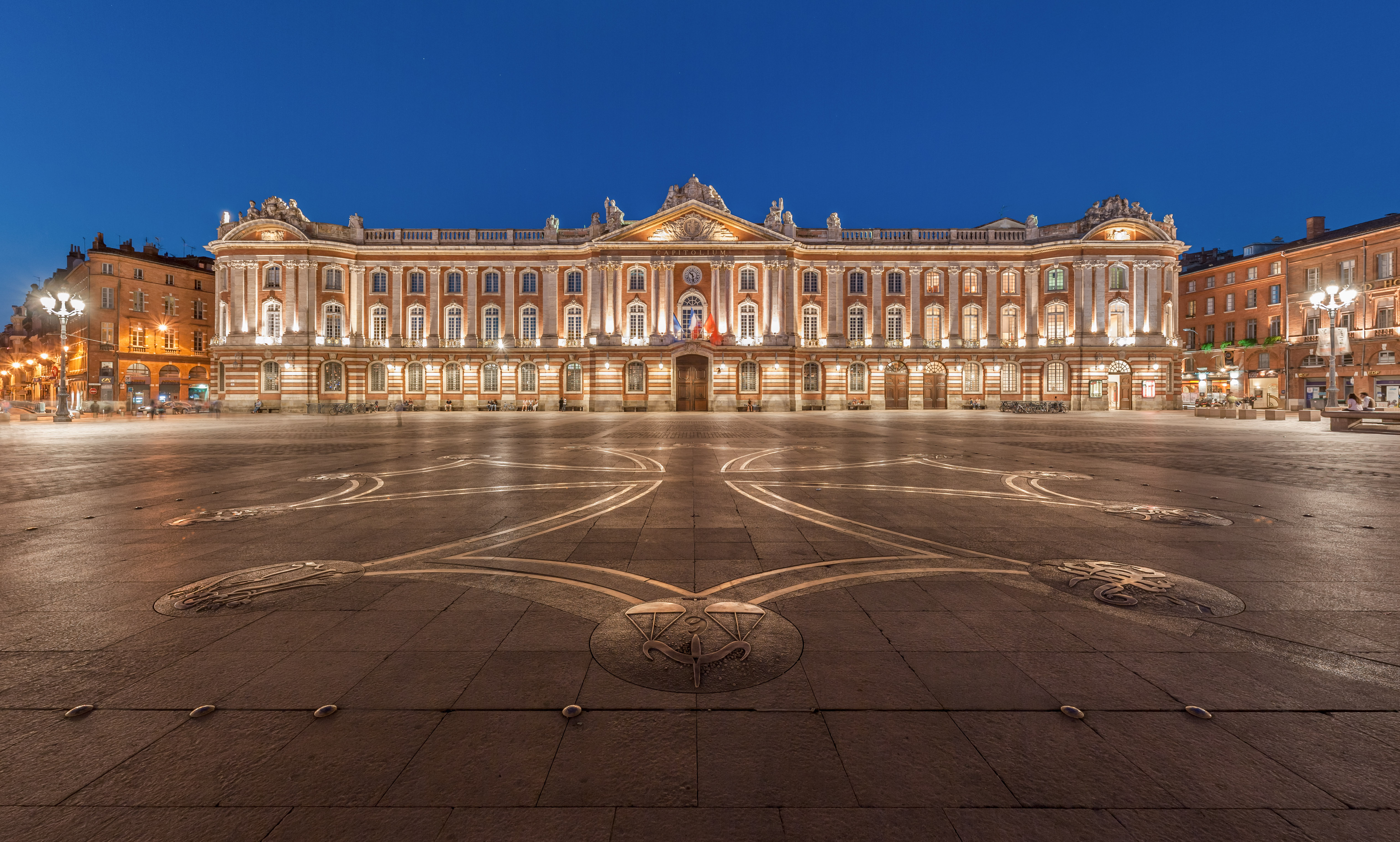

市政厅广场（法語：Place du Capitole）是法国图卢兹的中心广场，位于该市的历史中心，第一区市政厅区(quartier Capitole)的中心。
17世纪末，法国开始实施第一批皇家广场项目。18世纪初，图卢兹开始逐步清理出广场空间。这也意味着该市的行政官（Consulat）和市议员(capitouls)，将通过展示他们的“共同家园”，来扩大他们的权力。图卢兹市政厅的纪念性的宏伟立面，由当时最好的图卢兹艺术家设计。此后，市政厅广场成为城市的中心：集市广场、节日广场，以及法国大革命期间的断头台广场。19世纪上半叶，市政厅广场形成现在的风貌：在1809年至1852年间，广场的南面、北面和西面，按照城市建筑师雅克·帕斯卡尔·维伦本特（Jacques Pascal Virebent）的规划，先后建造了新古典主义建筑。广场周围开设咖啡馆、餐厅和酒店，如比本咖啡馆（Café Bibent）。